# Александровское сельское поселение (Крым)
Александровское се́льское поселе́ние (укр. Олександрівське сільське поселення, крымскотат. Бий Акъай Кемельчи кой юрту, Biy Aqay Kemelçi köy yurtu) — муниципальное образование в Красногвардейском районе Республики Крым России, в степной зоне полуострова.
Административный центр — село Александровка.

## История
В советское время, 1923 году, был образован Александровский сельский совет.
На 15 июня 1960 года в составе сельсовета числились населённые пункты:

| - Александровка - Клепинино - Ковыльное | - Пугачево - Тимашовка - Чкалово |

Сельское поселение образовано в соответствии с законом Республики Крым от 5 июня 2014 года.

## Население
| 2001  | 2014  | 2015  | 2016  | 2017  | 2018  | 2019  |
| ----- | ----- | ----- | ----- | ----- | ----- | ----- |
| 2973  | ↘2205 | ↗2210 | ↗2264 | ↗2275 | ↘2263 | ↘2237 |
| 2020  | 2021  |       |       |       |       |       |
| ↗2248 | ↗2530 |       |       |       |       |       |

## Состав сельского поселения
| № | Населённый пункт | Тип населённого пункта       | Население |
| - | ---------------- | ---------------------------- | --------- |
| 1 | Александровка    | село, административный центр | ↘1301     |
| 2 | Краснодарка      | село                         | ↘422      |
| 3 | Тимашовка        | село                         | ↘482      |